# Distonía idiopática de torsión
Distonía de torsión, también conocida como distonía muscular deformante, es una enfermedad que se caracteriza por contracciones musculares dolorosas que resulta en distorsiones incontrolables. Este tipo específico de distonía se encuentra en los niños, con síntomas que comienzan en torno a las edades de 11 o 12 años. Comúnmente comienza con contracciones en una zona general, como un brazo o una pierna que continúan progresando a lo largo del resto del cuerpo. Se tarda unos 5 años para que los síntomas progresan por completo a un estado debilitante.